# Ernest Peirce
Ernest Peirce (n. 25 septembrie 1909, City of Cape Town⁠(d), Provincia Western Cape, Africa de Sud – d. 23 ianuarie 1998, Apache Junction⁠(d), Arizona, SUA) a fost un boxer ce a reprezentat Africa de Sud, medaliat olimpic. A participat la o ediție a Jocurilor Olimpice (1932) în care a câștigat o medalie de bronz.

## Participări
Lista de mai jos prezintă principalele competiții la care a participat Ernest Peirce de-a lungul carierei.
- boxing at the 1932 Summer Olympics – middleweight[*]